# Director de cinema

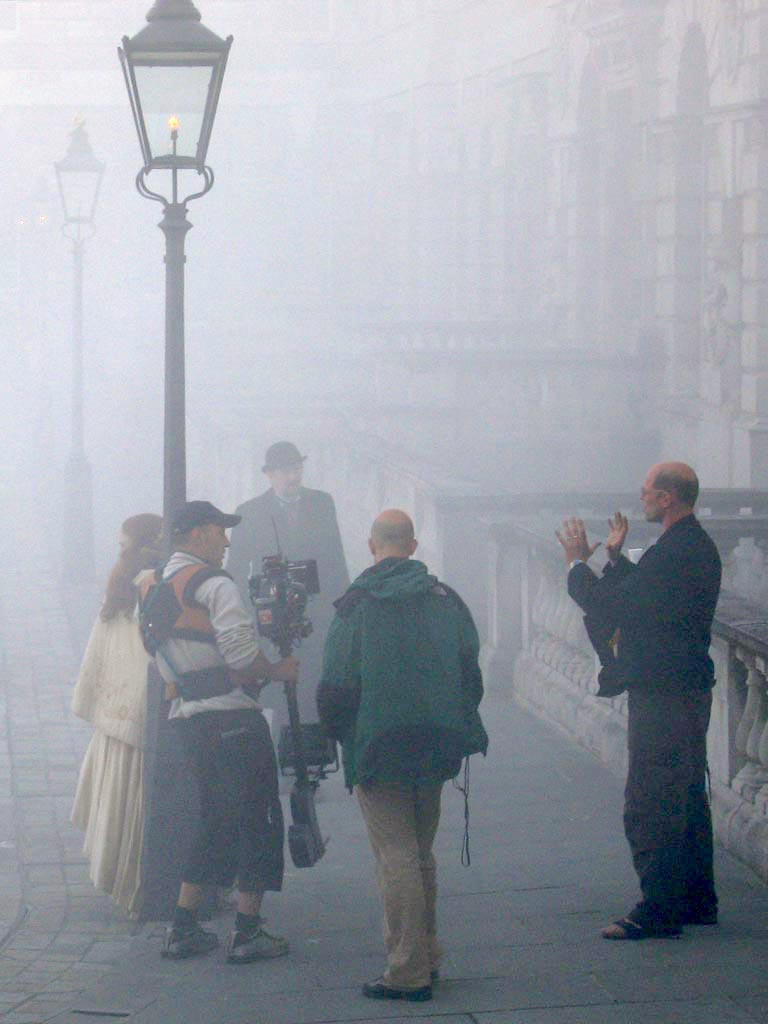
Un director de cinema durant un rodatge a Londres

El director de cinema o realitzador és l'encarregat de supervisar i conduir l'execució de les pel·lícules.
La consideració de la tasca d'un director ha variat al llarg de la història del cinema. A Hollywood des de la dècada dels 30 a la dels 50 del segle xx estaven sota contracte de les productores i tenien poc marge d'actuació, mentre en l'actualitat sovint es consideren els creadors essencials de la pel·lícula.
La feina de director de cinema fa servir tots els recursos humans, tècnics, dramàtics i artístics, inclou: 
- Definir l'orientació artística general
- Analitzar i interpretar el programa del film (storyboard)
- La direcció de les interpretacions dels actors tant des del punt de vista tècnic (col·locació) com del dramàtic (emoció representada)
- L'organització i selecció dels escenaris
- Direcció dels mitjans tècnics (llum, enquadrament, etc.)
- Escollir equip tècnic i actors (només ocasionalment)
- Supervisió dels preparatius de producció
- Escollir localitzacions, escenografia i equipaments
- Direcció i supervisió de muntatges, banda sonora
- Processament del film fins a la còpia final.

## Preproducció
El guionista escriu o co-escriu el guió de la pel·lícula, a més, hi ha altres individus que aporten idees però el seu nom no es troba en els crèdits.
Generalment, serà el director qui realitzarà el guió tècnic: llista de plans, moviments de càmera, intencions del so... A més de les plantes de càmera i l'storyboard.
El director i l'ajudant de direcció han de visitar les localitzacions on es pretenen grabar les escenes i assajar amb els actors i actrius seleccionats.

## Producció (rodatge)
El director ha de decidir on es col·loquen les càmeres i dirigir els actors i actrius a cada moment del rodatge. Dirigeix la posada en escena i dona la seva aprovació a tots els aspectes del film: vestuari, maquillatge, il·luminació, decoració... I posar-se en contacte amb els diferents directors de les seccions cinematogràfiques.

## Postproducció
Alguns directors es dediquen al muntatge de la pel·lícula, encara que per norma general, hi ha una persona paral·lela encarregada de fer aquest treball. No obstant, el director el guiarà en aquest treball, que inclou la banda sonora, música, diàlegs, sons ambients...